# Albrecht Heinrich von Schlieckmann
Albrecht Heinrich Carl von Schlieckmann (ur. 28 sierpnia 1835 w Magdeburgu, zm. 15 maja 1891 w Królewcu) – polityk niemiecki.
Doktor prawa, od 1876 na różnych stanowiskach w administracji lokalnej Prus Wschodnich. W 1878 zastępca prezydenta policji w Berlinie. 1879–1881 prezydent rejencji gąbińskiej. Od 1882 do śmierci nadprezydent prowincji Prusy Wschodnie. Poseł Reichstagu w latach 1873–1881 (stronnictwo konserwatywne). W 1890 otrzymał doktorat honoris causa na Uniwersytecie w Królewcu w dziedzinie filozofii.